# Insula Popina
Insula Popina este situată în nordul limanului Razim sau Razelm, la 6 km NV de gura de vărsare a canalului Dunăvăț, în apropierea amenajărilor piscicole Iazurile și Sarinasuf (Fundea) și a localității Iazurile. Insula este localizată pe teritoriul jud. Tulcea, la 500 m de satul Iazurile, depinzând de comuna Valea Nucarilor. 
Insula Popina domină partea de nord a limanului Razim cu o înălțime de 47 m și o suprafață de 98 ha. Este localizată la 45°17'60'' latitudine nordică și 29°38'60'' longitudine estică și oferă o perspectivă largă asupra oglinzii de apă și a malului nordic al limanului Razim. De când a fost pierdută insula Șerpilor din Marea Neagră și acoperită de ape insula Ada Kaleh de la porțile de Fier, insula Popina este unica insulă stâncoasă și pelagică (formată separat de aluviunile recente ale țărmului sau malurilor) din România.   

## Scurt istoric al formării insulei

Insula Popina, văzută de pe țărmul Lacului Razim

Insula este geologic o parte a podișului Măcinului, un rest de grind continental stâncos, fiind constituită din calcare mezozoice și triasice, și parțial acoperită cu o pătură de loess. Pe țărmul nordic al insulei, există izvoare termale, încă nestudiate, care conferă insulei un interes științific deosebit. În ultima perioadă glaciară, Popina a fost un deal, înconjurat de ape odată cu ridicarea post-glaciară a nivelului Mării Negre, acum zece-opt mii de ani.
În perioada neolitică, tot litoralul de la limanul Sinoe până la insula Popina, a fost vatra de formare și evoluție a civilizației numită Hamangia (5.000-3.000 înainte de Hristos). În Antichitate, istoricul grec Ptolemeu menționează prezența insulei Eukon într-o descriere a unei lupte navale a romanilor cu geto-dacii în golful Helmirei : după unele păreri, această insulă Eukon poate fi actuala insulă Popina. Începând din Antichitatea târzie, aluviunile dunărene și marine au început să închidă golful înconjurător, pe atunci denumit Helmyra după Ptolemeu sau Halmyris după naturalistul roman Plinius, transformându-l treptat într-un liman numit Iancina în Evul Mediu și Razim sau Razelm (nume dat de Lipoveni) în epoca modernă.

## Zonă strict protejată
În perioada 1933-1941 și 1948-1994, insula Popina a fost rezervație naturală, plasată inițial sub ocrotirea Institutului Bio-Oceanografic din Constanța întemeiat de Grigore Antipa. Ulterior, prin Hotărârea de guvern nr. 248 din 27 mai 1994 pentru adoptarea unor măsuri în vederea aplicării Legii nr. 82/1993 privind constituirea Rezervatiei Biosferei „Delta Dunării”, Insula Popina este o zonă strict protejată din Rezervația Biosferei Delta Dunării. 
În zona Popina, pentru un perimetru de 3.600 ha din jurul insulei, s-au realizat o serie de proiecte destinate reconstrucției ecologice.
Insula, fiind izolată de continent, a putut conserva numeroase specii de plante ierboase specifice stepei dobrogene, constituind locul de cuibărire a unor păsări și habitatul unor reptile și insecte.

## Vegetația și fauna insulei

Insula Popina, văzută din curtea bisericii din Sarichioi.

Vegetația insulei este abundentă, fiind formată din specii de plante ierboase pitice specifice stepei dobrogene (stufărișuri și rogozuri), precum și din plante acvatice (în special nuferi).
Insula Popina reprezintă un loc de popas important pentru păsările migratoare. Primăvara, în această zonă cu vegetație xerofilă și joasă poposesc, venind din alte zone mai calde, păsări de mlaștină (codobaturi venite din Congo), precum și păsări de pădure cum ar fi privighetoarea roșcată (Luscinia megarhynchos), presura cu cap negru (Emberiza melanocephala), ciocârlia de Bărăgan (Melanocorypha calandra) ș. a.   
De asemenea, Insula Popina este un loc important de cuibărit pentru călifarii albi (Tadorna tadorna) și roșii (Tadorna feruginea). 
În afară de păsări, s-a mai consemnat și prezența pe insulă a unei faune de artropode, care a fost insuficient studiată. Printre aceste artropode menționăm rarități cum ar fi păianjenul veninos „văduva neagră” (Lactrodectus tredecimguttatus) a cărui prezență pe insulă a fost semnalată în anul 1965, și miriapodul Scolopendra cingulata. Printre insecte, Insula Popina este singurul loc din lume unde găsim cosașul endemic Isophya dobrogensis.

## Insula Popina în literatură și film
În anul 1985, regizorul Ion Bostan (1914–1992) a realizat un film documentar cu titlul Balena de piatră (Insula Popina) în Ciclul Delta Dunării – sanctuar al naturii... Delta insolită.
În anul 2002 s-a editat colecția de proză a Alexandrei Fenoghen cu titlul Aproape povești (Editura Kriterion, București–Cluj, 2002). În povestirea de un realism fantastic „Judecata”, câțiva tineri aflați pe Insula Popina surprind doi șerpi, prind unul dintre ei, îl judecă, îl condamnă și îl omoară. Ei pleacă, apoi, la pescuit cu barca, arborând, în loc de steag, pielea șarpelui ucis. Toate acestea deteremină o serie de catastrofe – o furtună ucigașă, insula ia foc, apar doi „ticăloși” – ca o pedeapsă, poate, a tulburării unei ordini de început a lumii.